# Холокост в Полоцком районе
Холокост в По́лоцком районе — систематическое преследование и уничтожение евреев на территории Полоцкого района Витебской области оккупационными властями нацистской Германии и коллаборационистами в 1941—1944 годах во время Второй мировой войны, в рамках политики «Окончательного решения еврейского вопроса» — составная часть Холокоста в Белоруссии и Катастрофы европейского еврейства.

## Геноцид евреев в районе
К 16 июля 1941 года Полоцкий район был уже полностью оккупирован немецкими войсками и административно стал относиться к зоне армейского тыла группы армий «Центр». Оккупация района продлилась до 4 июля 1944 года.
Для осуществления политики геноцида и проведения карательных операций сразу вслед за войсками в район прибыли карательные подразделения войск СС, айнзатцгруппы, зондеркоманды, тайная полевая полиция (ГФП), полиция безопасности и СД, жандармерия и гестапо.
Во всех крупных деревнях района были созданы районные управы и полицейские гарнизоны из коллаборационистов. Ещё до осени 1941 года во всех населённых пунктах района были назначены старосты.
Уже с первых дней оккупации района немцы начали убивать евреев. В Быковщине приехавшая к родственникам врач с Ветрино увидела евреев и сообщила об этом немцам — две еврейских семьи (в одной четверо детей, в другой — трое) были убиты. В деревне Гомель осенью 1941 года были убиты 45 местных евреев, а в январе 1942 года ещё 80. В деревне Замошье Бобыничского сельсовета зимой 1941 года в бане прятались три еврейские семьи, которых немцы избили плётками и сожгли в этом же строении. В декабре 1941 года карательный отряд расстрелял в деревне Белое (Азинский сельсовет) 7 евреев. Из некоторых деревень евреев перегоняли в ближайшее гетто и убивали уже там — например, так погибли евреи деревни Судино. В 1942 году 3 еврея были убиты в деревне Рудня-Прудок. Евреев расстреливали в деревнях Дохнары, Заситница и Свитцы. Подобные случаи повторялись множество раз во многих местах. В ряде населённых пунктов евреев убили не сразу, а содержали в условиях гетто вплоть до полного уничтожения в 1942 году.

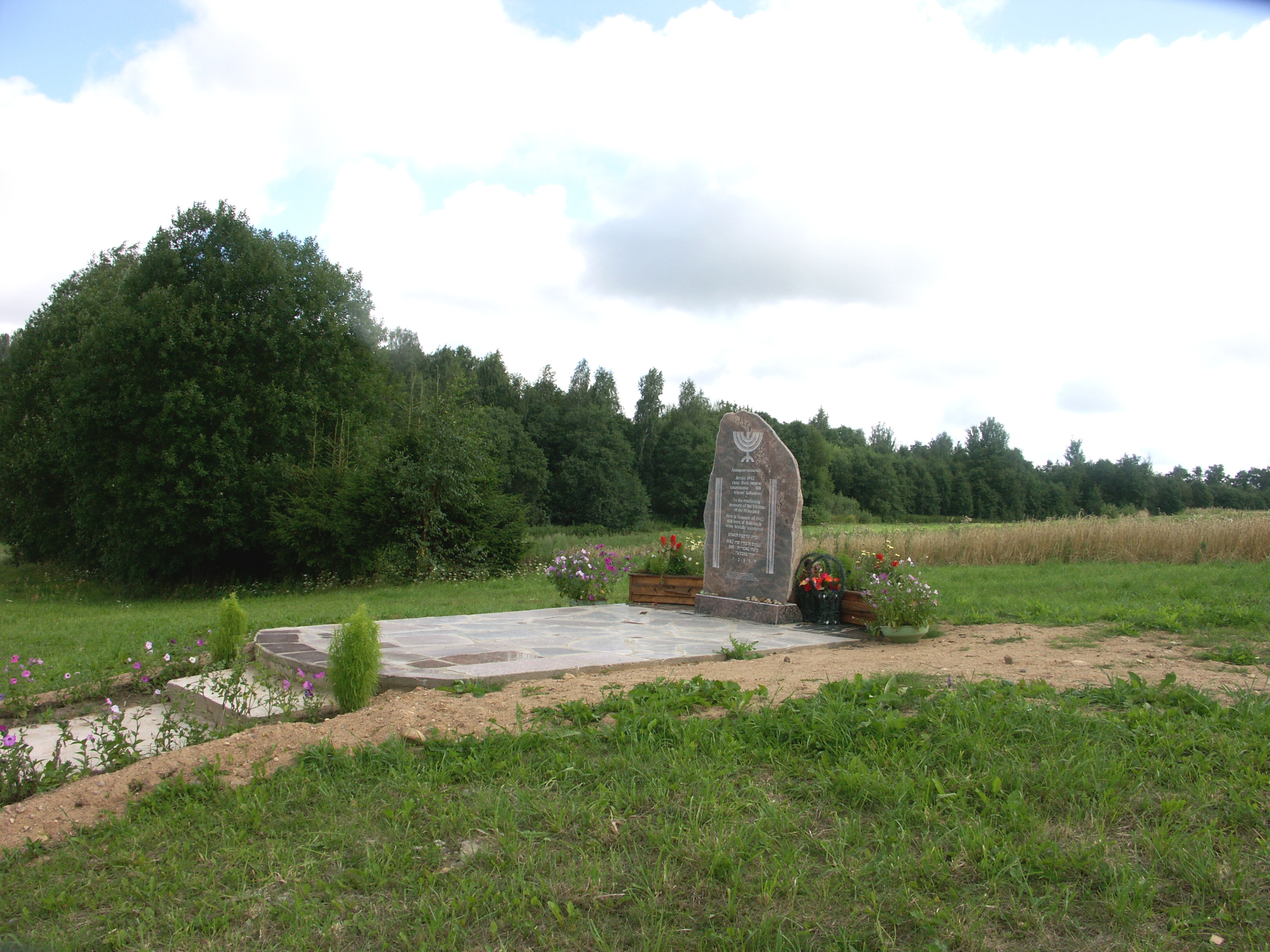
Памятник убитым евреям — узникам Бобыничского гетто.

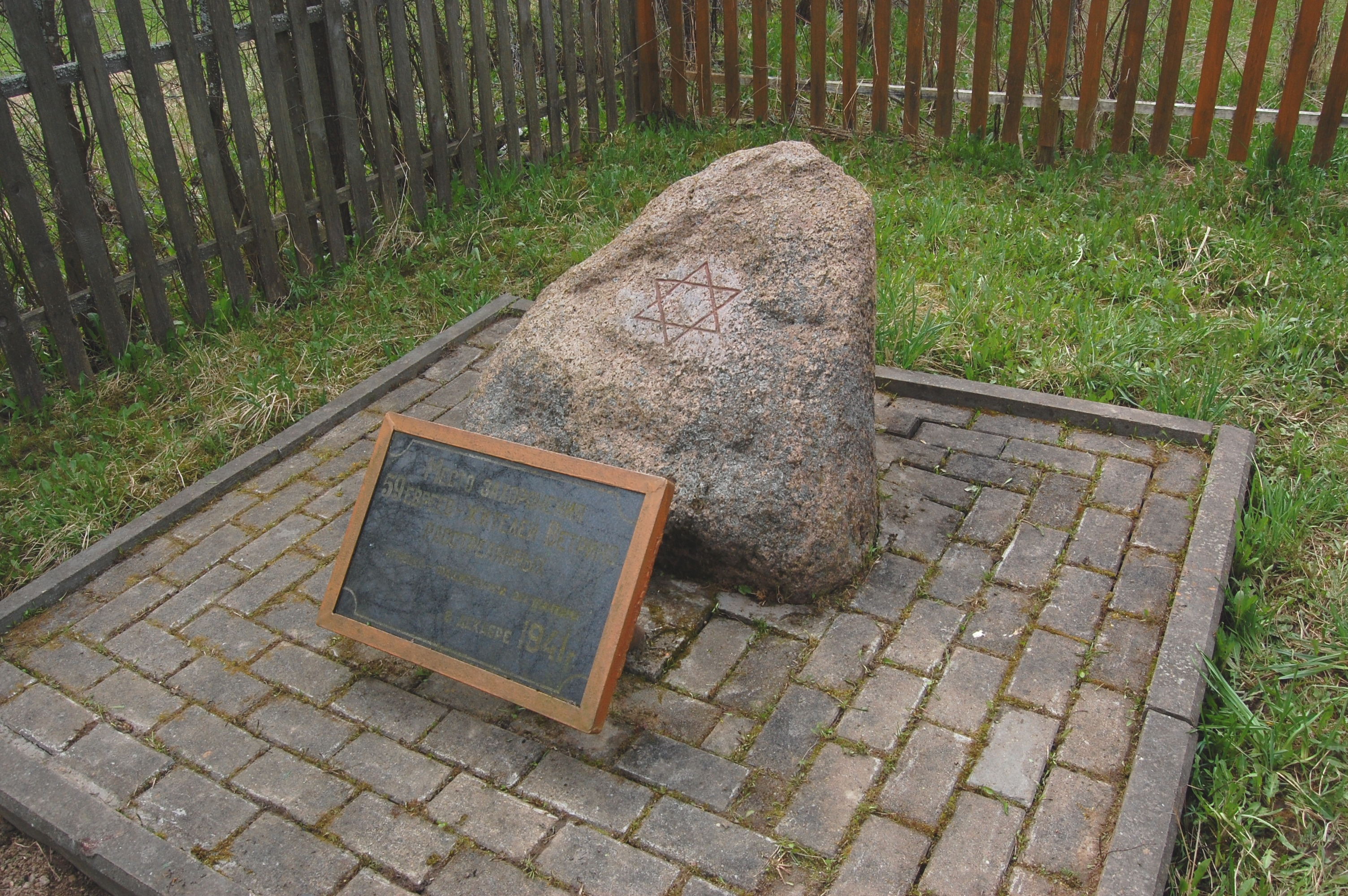
Памятник евреям, узникам гетто в Ветрино.

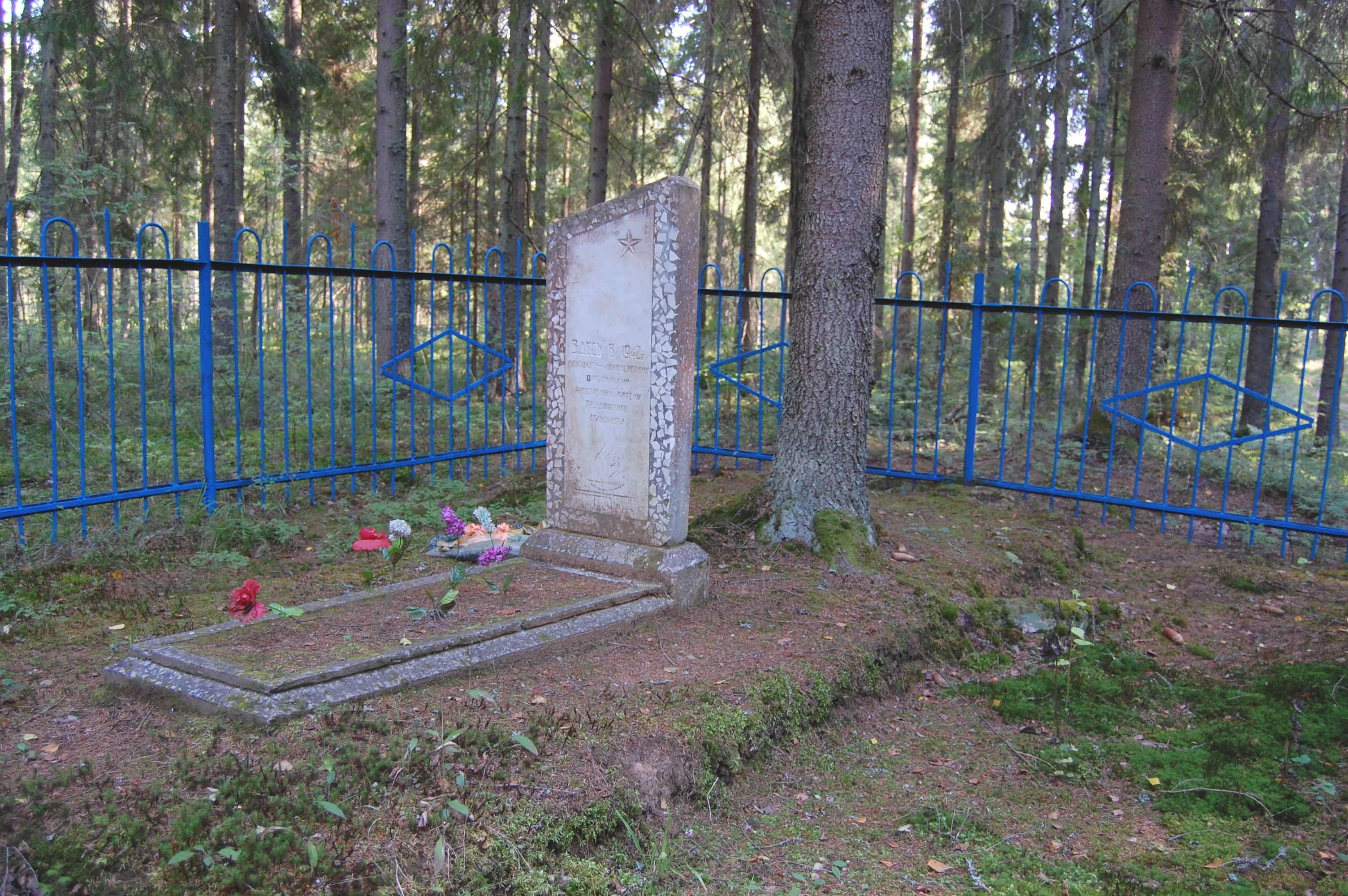
Деревня Труды. Памятник евреям — узникам местного гетто.

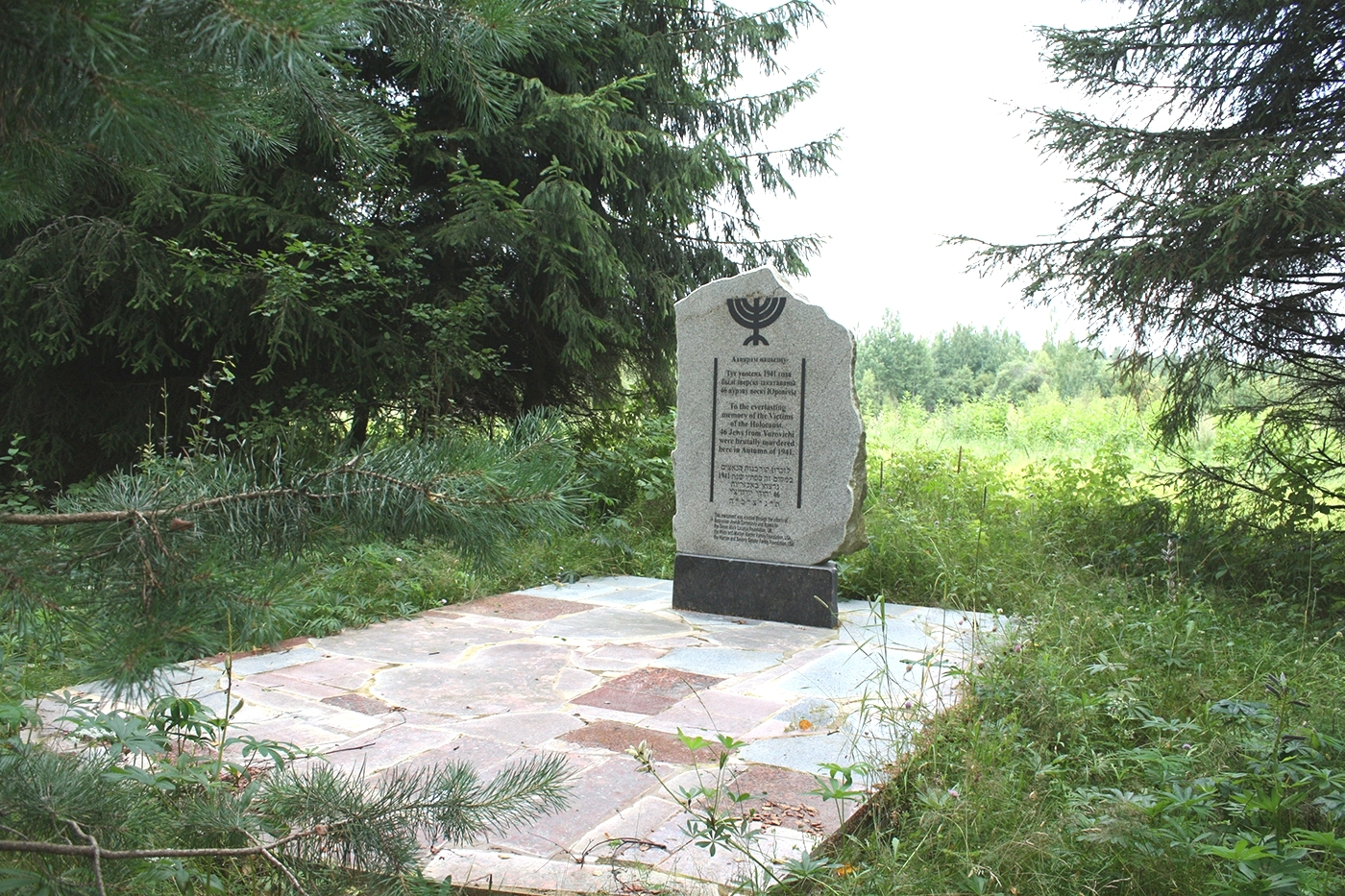
Памятник евреям Юровичей

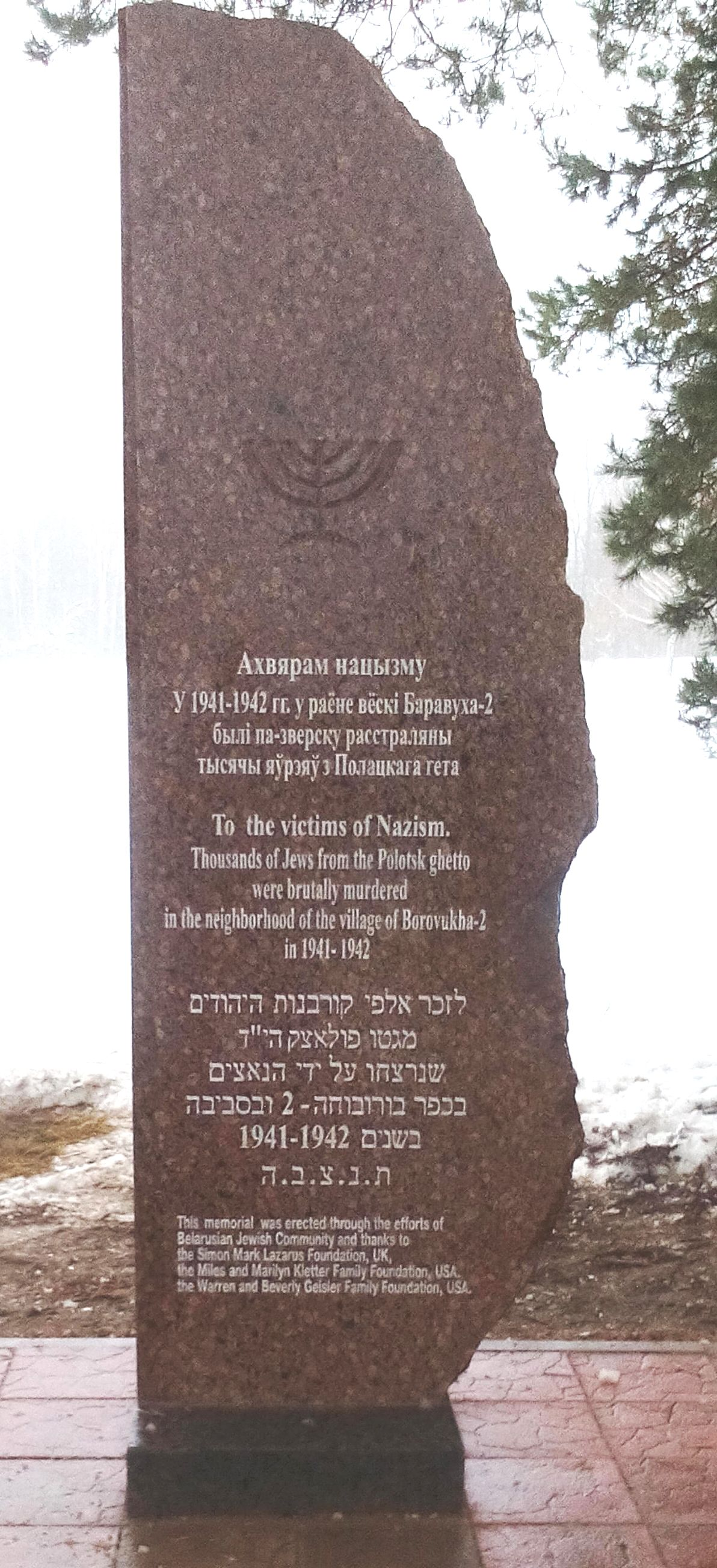
Памятник евреям, убитым в Боровухе-2

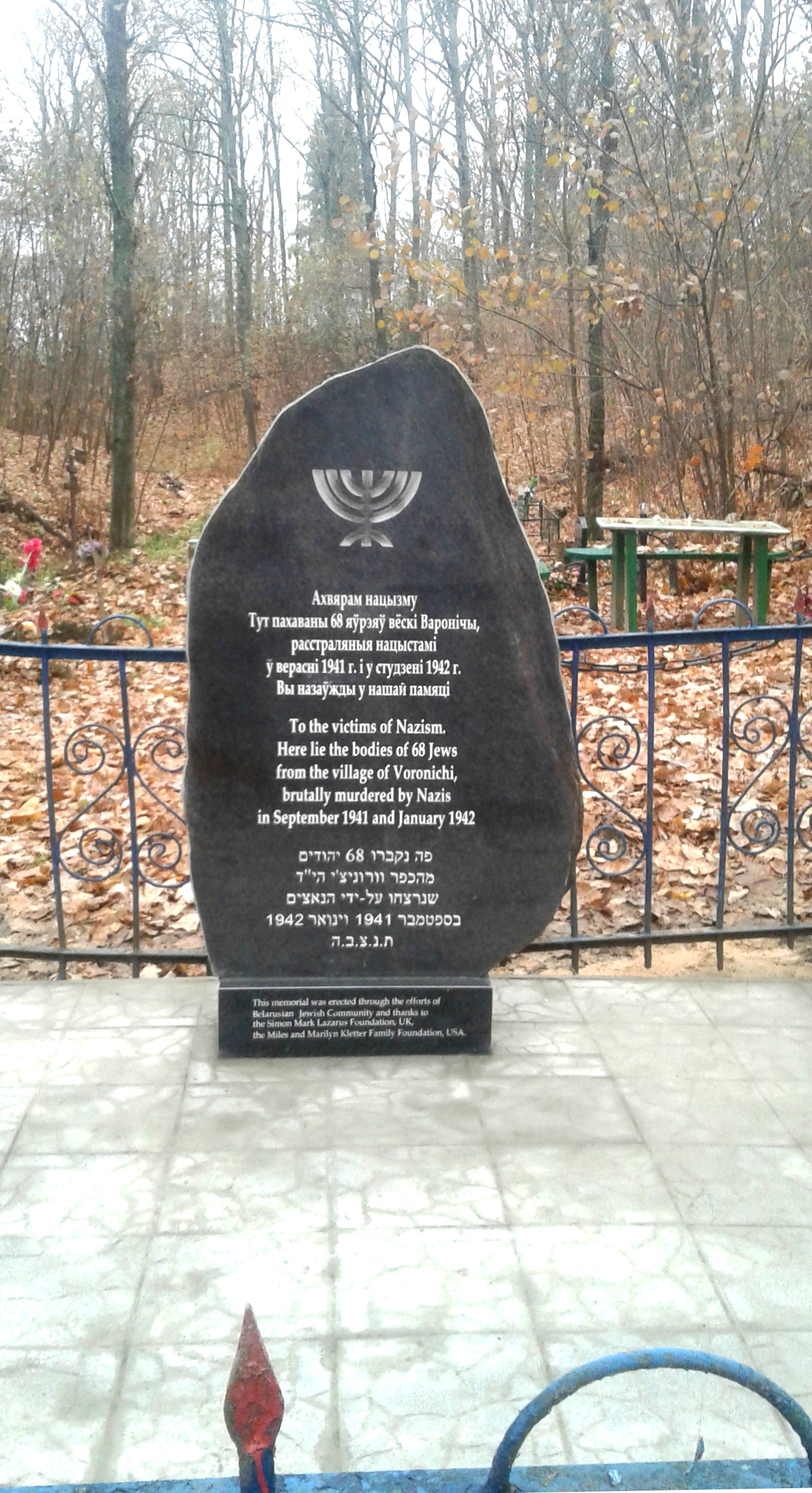
Деревня Вороничи. Памятник евреям — узникам гетто.

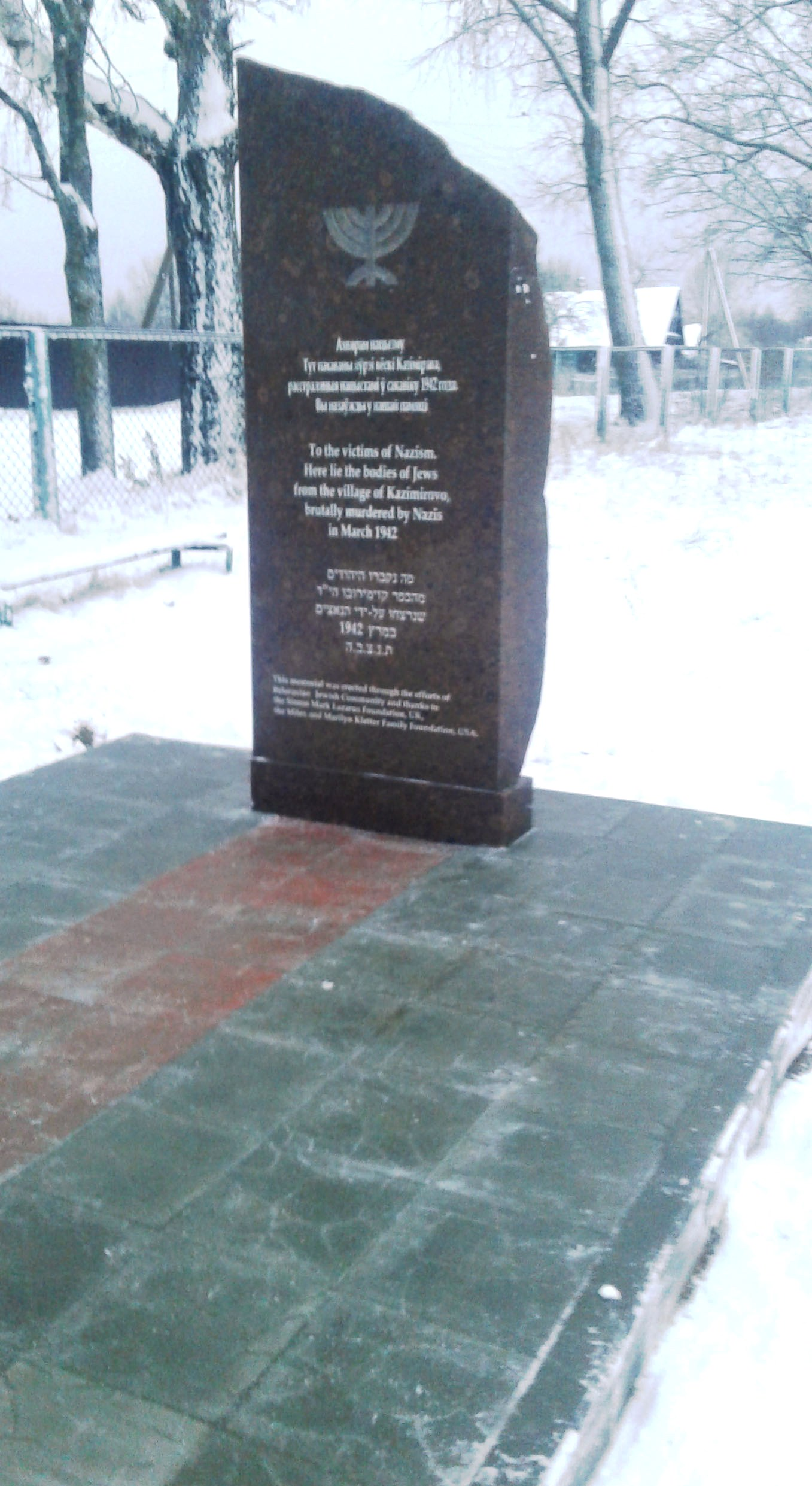
Памятник убитым евреям деревни Казимирово

## Гетто
Реализуя нацистскую программу уничтожения евреев, немцы создавали гетто почти во всех городах и населённых пунктах Беларуси, где проживало еврейское население. Так и в Полоцком районе оккупанты организовали 10 гетто:
Оккупационные власти под страхом смерти запретили евреям снимать жёлтые латы или шестиконечные звёзды (опознавательные знаки на верхней одежде), выходить из гетто без специального разрешения, менять место проживания и квартиру внутри гетто, ходить по тротуарам, пользоваться общественным транспортом, находиться на территории парков и общественных мест, посещать школы.
- В гетто местечка Бобыничи (Бабыничи) (1941 — февраль 1942 года) были замучены и убиты 108 евреев.
- В гетто посёлка Боровуха-2 (15 сентября 1941 — 3 февраля 1942) были замучены и убиты 108 евреев.
- В гетто местечка Ветрино (лето 1941 — 11 января 1942) были замучены и убиты 59 евреев.
- В гетто местечка Вороничи (сентябрь 1941 — 10 января 1942) были убиты более 66 евреев.
- В гетто Полоцка (август 1941 — конец 1941) были замучены и убиты более 400 евреев.
- В гетто местечка Труды Малоситнянского сельсовета (лето 1941 — 7 февраля 1942) были убиты 76 евреев.

### Банонь (совхоз)
Заняв совхоз Банонь, немцы, реализуя гитлеровскую программу уничтожения евреев, организовали там гетто. Для несения охранной службы и затем для борьбы с партизанами оккупанты разместили в совхозе 601-й казачий эскадрон.

### Боровуха-1
В районе Полоцка существовало три территории с названием «Боровуха», причём в советское время во всех трёх базировались воинские части. Для различения им были присвоены порядковые номера. В настоящее время Боровуха-1 с 2019 года является частью Новополоцка, а с 1990-х годов Боровуха-2 (район нынешней улицы Боровая) и Боровуха-3 (район нынешней улицы Вологина) в статусе микрорайонов входят в состав Полоцка.
Оккупация посёлка Боровуха-1 продлилась до 5 июля 1944 года. Немецкий гарнизон в Боровухе-1 насчитывал 4500 солдат и офицеров. Вскоре после оккупации евреев посёлка согнали в гетто.
«Акции» (таким эвфемизмом гитлеровцы называли организованные ими массовые убийства) проводились многократно. В октябре 1941 года немцы сделали облаву в деревне Боровуха-1 и ближних деревнях, собрали всё еврейское население, загнали их в военном городке в казарму бывшего 13-го полка, а затем всех мужчин, стариков и бездетных женщин погрузили в машины, вывезли в поле за военный городок танковой части и расстреляли возле противотанкового рва. В тот день погибло 50 человек. Убитых не разрешали хоронить, и только через 5-6 дней пастухи смогли присыпать их песком. Расстрелы повторились и 21 ноября 1941 года. Оставшихся в живых женщин и детей согнали в один дом в Боровухе, огороженный колючей проволокой, продержали там в нечеловеческих условиях до января 1942 года, а 13 января 1942 года на полигоне, неподалёку от противотанкового рва с прежними жертвами, всех ещё оставшихся в живых расстреляли — 65 человек, из них 40 — моложе 15 лет.
Опубликованы неполные списки евреев, убитых в Боровухе-1.

### Казимирово
Оккупация деревни Казимирово (Полотовский сельсовет) длилась до 1 июля 1944 года. После оккупации в местечке был размещён немецкий гарнизон, комендатура и полицейский участок.
Гетто в деревне просуществовало до марта 1942 года. По данным ЧГК по Полоцкому району, комендант Шульц приказал собрать всех евреев деревни и запереть в сарае. Вскоре обречённых людей погрузили на машины, вывезли в лес и расстреляли — всего 20 человек.
Опубликованы неполные списки евреев, убитых в Казимирово.

### Юровичи
После оккупации в деревне Юровичи был размещён немецкий гарнизон. Последних ещё живых местных евреев — 48 человек — немецкий карательный отряд убил в январе (декабре) 1942 года в лесу в километре от местечка по старой дороге на Полоцк.
Опубликованы неполные списки евреев, убитых в Юровичах.

## Случаи спасения и «Праведники народов мира»
3 человека из Полоцкого района были удостоены почётного звания «Праведник народов мира» от израильского мемориального института «Яд Вашем» «в знак глубочайшей признательности за помощь, оказанную еврейскому народу в годы Второй мировой войны»:
- Михайлова Зоя Васильевна из деревни Быковщина (Ветринский сельсовет) — за спасение Беленького Менделя, Меламеда Янкеля, Нины и Розы[13][36];
- Караткевич Вера и Ануфриева (Караткевич) Лидия из деревни Нижние Морозы — за спасение Леках Иды и её детей Цили и Шлемы, и Дименштейна Лейба[13][37].

В детдоме в деревне Быковщина, кроме врача Михайловой Зои, в спасении еврейских детей участвовали также: директор Григорий Сафронович Василевский, секретарь партийной организации Николай Станиславович Тишкевич, Разумович Ольга Васильевна, Андрончик Люся, повариха Евдокия Михайловна Лобач, завхоз Яков Никитич Сильваненок, Мелешко Тамара Васильевна.

## Память
Опубликованы фрагментарные списки евреев, убитых в Полоцком районе.
Памятники убитым евреям в районе установлены в Полоцке (два памятника), Бобыничах, Ветрино, Вороничи, Трудах, деревне Гомель, в районе Боровухи-2.